# 3 Days of Darkness
Pour plus de détails, voir Fiche technique et Distribution.
3 Days of Darkness est un film d'horreur philippin réalisé par Khavn De La Cruz, sorti en 2007.

## Synopsis
Trois jeunes filles sont piégées dans une maison sans lumière pour trois jours.

## Fiche technique
- Titre : Three Days of Darkness / Tatlong araw ng kadiliman
- Réalisation : Khavn De La Cruz
- Scénario : Khavn De La Cruz, Aloy Adlawan
- Musique : Khavn De La Cruz
- Production : Khavn De La Cruz, Chits Jimenez
- Sociétés de production : Filmless Films
- Sociétés de distribution :
- Pays d’origine :  Philippines
- Budget :
- Langue : Filipino, tagalog, anglais
- Durée : 82 minutes (1 h 22)
- Format :
- Genre : Film d'horreur, thriller
- Dates de sortie
  - Philippines : 12 décembre 2007
  - France : 7 juillet 2008
  - Pays-Bas : 23 janvier 2009
  - Pologne : 27 juillet 2012

## Distribution
- Katya Santos : Kimberly
- Gwen Garci : Michiko
- Precious Adona : Isabel
- Bugz Daigo
- Richard Joson